# Meridyrias violascens
Meridyrias violascens är en fjärilsart som beskrevs av George Francis Hampson 1926. Meridyrias violascens ingår i släktet Meridyrias och familjen nattflyn. Inga underarter finns listade i Catalogue of Life.